# Pristiphora punctifrons
Pristiphora punctifrons är en stekelart som först beskrevs av Thomson 1871.  Pristiphora punctifrons ingår i släktet Pristiphora, och familjen bladsteklar. Arten är reproducerande i Sverige.